# Таразнагід (дегестан)
Таразнагід (перс. طرازناهید) — дегестан в Ірані, в Центральному бахші, в шагрестані Саве остану Марказі. За даними перепису 2006 року, його населення становило 11494 особи, які проживали у складі 2721 сімей.

## Населені пункти
До складу дегестану входять такі населені пункти:
- Аббасабад-е Нар-Багі
- Агмадабад
- Агмадабад-е Шаджерд
- Анджілаванд-е Олія
- Баг-е Шейх
- Болаг
- Вальман
- Ґачкун
- Ґорґ-Анбан
- Джаафарабад
- Істґаг-е Куг-Панк
- Калье-є Абдолла
- Каракіє
- Кешлак-е Анджілаванд-е Софла
- Кошкулабад
- Мазрае-є Аджак
- Мазрае-є Есламабад
- Мазрае-є Се-Чаг
- Промислове містечко Каве
- Резаабад
- Саршекаф
- Сінак
- Таразнагід
- Тахте-Чаман
- Хоррамабад
- Шеркат-е Ґоль-Нама